# Brendon Smith
Brendon Smith (Melbourne, 4 luglio 2000) è un nuotatore australiano. Ha rappresentato la sua nazione ai Giochi Olimpici di Tokyo.

## Biografia
All'Universiade di Napoli 2019 ha guadagnato la medaglia di bronzo nella bronzo nella staffetta 4x200 metri stile libero, con Maxwell Carleton, Ashton Brinkworth e Jacob Hansford.
Dal 2020 è ingaggiato dalla squadra statunitense dei NY Breakers per l'International Swimming League.
Ha rappresentato l'Australia ai Giochi olimpici estivi di Tokyo 2020 nei 400 metri misti, dove ha vinto la medaglia di bronzo terminando alle spalle degli statunitensi Chase Kalisz e Jay Litherland.
Nel 2022 ha lasciato il Nunawading Swimming Club per allenarsi con Michael Bohl alla Griffith University.

## Palmarès
- Giochi olimpici

Tokyo 2020: bronzo nei 400m misti.
- Mondiali

Budapest 2022: argento nella 4x200m sl.
- Mondiali in vasca corta

Melbourne 2022: argento nella 4x200m sl.
- Giochi del Commonwealth

Birmingham 2022: argento nei 400m misti.
- Universiadi

Napoli 2019: bronzo nella 4x200m sl.
- Campionati panpacifici junior

Suva 2018: argento nei 400m sl e bronzo nella 4x200m sl.

## International Swimming League
| Stagione 2020 | Stagione 2021 |
| ------------- | ------------- |
| NY Breakers   | NY Breakers   |